# Dżawar al-Afs
Dżawar al-Afs (arab. جوار العفص) – wieś w Syrii, w muhafazie Hims. W 2004 roku liczyła 385 mieszkańców.